# 紅褐扁天竺鯛
紅褐扁天竺鯛（學名：Neamia articycla），為輻鰭魚綱鈎頭魚目天竺鯛科扁天竺鲷屬下的一個種，分布於印度西太平洋區，包括琉球群島、菲律賓、印尼、澳洲及斐濟等海域，深度8至40公尺，本魚體呈橢圓形，體稍側扁，頭大、眼大、口大且斜裂，頜齒細小，鋤骨和腭骨通常具齒，舌上無齒，鰓蓋骨後緣棘不發達，體被弱櫛鱗，背鰭2個，尾鰭圓形，體色紅色至棕色，魚鰭白色，背鰭硬棘8-9枚、背鰭軟條9枚、臀鰭硬棘2枚、臀鰭軟條8枚，體長可達3.6公分，棲息礁石區，夜間活動，屬肉食性，以浮游生物為食，繁殖期時，雄魚具有口孵習性，卵約7日化成仔魚，由雄魚吐出，具短暫的仔魚飄浮期，生活習性不明。